# Этнократия

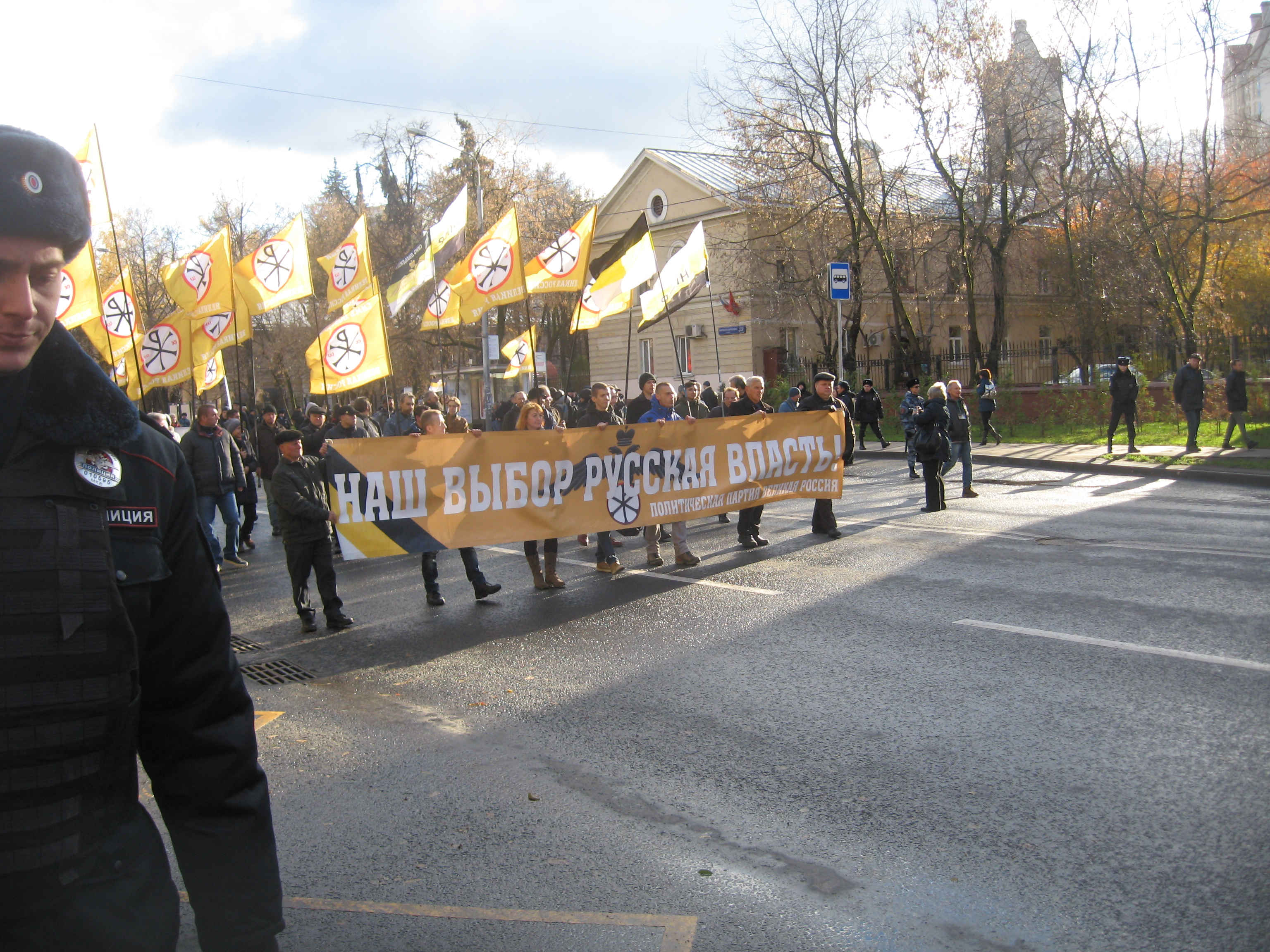
«Русский марш» в Москве, 2018

Этнокра́тия (от др.-греч. ἔθνος — народ и κράτος — власть) — преобладающее влияние, главенство коллективных прав и интересов этноса над индивидуальными правами и интересами личности; власть этнической группировки над другими этносами. Доминирующая этническая группировка связана с этносом (нацией), обычно титульным, исторически проживающим на данной территории и давшим ей название или наиболее влиятельным этносом (нацией) в многонациональном государстве. За счёт власти этнической группировки связанный с ней этнос ставится в привилегированное положение перед другими нациями, народностями и национальностями в ущерб представителям последних. Противопоставляется демократии, правлению народа в целом.
Идеологические конструкты этнократизма основаны на всеобъемлющем суверенитете конкретного этноса, на идее, что только он является источником верховной власти в полиэтничном государстве.

## Характеристика и типы
Этнократия представляет собой власть не этноса в прямом смысле, а этнической группы, захватившей власть в стране. Этнократия включает политическую, правовую, экономическую и организационную власть, создаёт морально-нравственную атмосфера, негативно влияющую на возможность согласованного и сбалансированного сосуществования разных этносов. Суть этнократии проявляется в игнорировании прав других национальных, этнических групп при решении принципиальных вопросов общественной жизни, когда одностороннее реализуется представительство интересов господствующего этноса, а не интересы человека, социальных групп вне зависимости от его этнического происхождения, религиозной и классовой принадлежности. Этнократия часто становится продуктом и инструментом политики и практики политического экстремизма, что проявилось, в частности, в условиях распавшейся Югославии и в некоторых постсоветских государствах.
Первоначально сформировалась имперская этнократия, которая часто предшествовала и порождала национальную этнократию. Границу между этнократией и демократией бывает размытой. Этнократия включает как более мягкую «этническую демократию», так и более жёсткий «апартеид».. Политолог Кас Мудде определяет этнократию как «демократию, в которой гражданство основано на этнической принадлежности», связывая её, таким образом, с этноцентризмом.
К числу этнократий относятся такие страны, как Южно-Африканская Республика в эпоху апартеида, Бельгия, Сербия, Уганда и др.

## Содержание
Этнократия имеет ряд сущностных черт. Гипертрофируется этнический интерес, ставится на первое место в числе других ценностей, игнорируя принципиально новую ориентацию, которая сложилась со времени капиталистических революций — приоритет интересов личности. Сознательно формируется и поддерживается противостояние интересов нации и интересов личности, со стремлением к усилению имеющихся противоречий, героизацией этнического противостояния вплоть до попыток его обожествления.
Используется образ мессии, вождя, сочетающий представления о сверхчеловеке и богочеловеке; вождь понимает цели и задачи, которые непосильны простым людям. Этот образ может получить реализацию как в реальном харизматическом лидере, так и в историческом деятеле, который представляется носителем всех национальных достоинств и воплощает все возможные достижения, доступные этническому воображению.
Ставятся амбициозные политические цели, «свой» народ должен выступать ведущим по отношению к другим, давать всем верный урок как жить. Другие народы могут относиться к категории «низших», «ведомых», которые призваны обслуживать желания «высшего» «достойного» народа.
Цели этнократии абсолютизируются, противопоставляясь реальным интересам «своего» же народа, которые подчиняются решению проблем властвования над другими этносами и странами. Этому способствует процесс замены общественных институтов государственными, что ведёт к политизации социальных, экономических, и культурных процессов.
Этнократические режимы обычно заинтересованы в создании конфликтах, нагнетании ненависти, или, по меньшей мере, поддержании напряженности, что способствует выживанию лидеров, сохранению их господства, страховки от возможного недовольства.
Этнократия пропагандирует непримиримость, ищет у других народов и стран такие цели и такие стремления, с которыми нельзя примириться. Этнократия использует способ маскировки эгоистических стремлений, предстваляемых как высокие устремления, легко нарушает взятые на себя обязательства, апеллируя к «подлинным» интересам нации. Часто этнократические режимы обращаются к бытовому шовинизму, сознательно распространяют его, поддерживая предубежденность, негативную оценку других народов, а также личных и деловых качеств представителей последних. Такая политика нередко приводит к открытым формам противостояния — к формированию этнофобии, ненависти ко всему «инонациональному».